# Schjelderupveggen
Schjelderupveggen ist eine Felswand in der Heimefrontfjella des ostantarktischen Königin-Maud-Lands. Im Norden der Sivorgfjella ragt sie zwischen dem Wrighthamaren und dem Imerslundryggen auf.
Wissenschaftler des Norwegischen Polarinstituts benannten ihn 1967 nach Ferdinand Schjelderup (1886–1955), einem Anführer der Widerstandsbewegung gegen die deutsche Okkupation Norwegens im Zweiten Weltkrieg.